# トゥリー・ロリンズ
トゥリー・ロリンズ（Tree Rollins）ことウェイン・モンテ・ロリンズ (Wayne Monte Rollins, 1955年6月16日 - ) は、アメリカ合衆国フロリダ州ウィンターヘイブン出身の元バスケットボール選手。NBAの5チームで合計18シーズンプレーした。トゥリーは本名ではなく登録名。NBAのブロックショット部門でベスト3になること6度、1982-1983シーズンにはNBAトップの成績をあげた。

## 経歴
クレムゾン大学に入学した7フィート1インチ、275ポンドの長身だった彼は1973年から1977年までの4シーズンクレムゾン大学でセンターとしてプレー、リバウンド、ブロックショットなどディフェンスの能力に優れたものを見せた。
1977年にアトランタ・ホークスに入団、1988-1989シーズンよりクリーブランド・キャバリアーズ、デトロイト・ピストンズ、ヒューストン・ロケッツを経て1994-1995シーズンにはオーランド・マジック控えセンター及びアシスタントコーチを兼任し2年目のシャキール・オニール、ルーキーのアンファニー・ハーダウェイと共にNBAファイナルにチームを導いた。
1995年に現役を引退した時、アキーム・オラジュワン、カリーム・アブドゥル＝ジャバー、マーク・イートンに次いでNBA歴代4位（現在でも歴代7位）の2,542ブロックショットであった。
また6,750リバウンドの数字を残している。彼は現役時代、 "The Intimidator" の愛称で呼ばれた".。
1995-1996シーズンより専任のアシスタントコーチとなり、1999-2000シーズンにはワシントン・ウィザーズ、2000-2001シーズンから2年間はインディアナ・ペイサーズのアシスタントコーチを務めた。
2002年にはNBAデベロップメント・リーグのグリーンビル・グルーヴのヘッドコーチに就任した。
2004年にはABAのケンタッキー・カーネルズのゼネラルマネージャーとなった。
2006年にはWNBAのワシントン・ミスティクスのアシスタントコーチに就任、シーズン途中で辞任したリッチ・アダバトヘッドコーチの後任として、2007年6月1日に暫定ヘッドコーチに就任17勝14敗の成績を残した。
2008年7月19日、シーズン8勝14敗となりプレーオフ出場権に2.5ゲーム差となったところで辞任した。2シーズンで残した25勝28敗の成績はミスティックス史上2番目に良い成績であった。

## 人物
- 1983年のボストン・セルティックスとのプレーオフ第3戦ではポイントガード、ダニー・エインジと乱闘騒ぎを起こした[7][8]。
- 1995年のインディアナ・ペイサーズとのプレーオフ第4戦では残り1.3秒からリック・スミッツにブザービーターを決められてしまった[9]。

## 表彰
- NBAオールディフェンス・ファーストチーム（1984年）
- NBAオールディフェンス・セカンドチーム（1983年）